# Garden Home-Whitford
Garden Home-Whitford és una concentració de població designada pel cens dels Estats Units a l'estat d'Oregon. Segons el cens del 2000 tenia 6.931 habitants.

## Demografia
Segons el cens del 2000, Garden Home-Whitford tenia 6.931 habitants, 3.048 habitatges, i 1.834 famílies. La densitat de població era de 1.408,5 habitants per km².
Dels 3.048 habitatges en un 26,3% hi vivien nens de menys de 18 anys, en un 47,8% hi vivien parelles casades, en un 9,3% dones solteres, i en un 39,8% no eren unitats familiars. En el 30,6% dels habitatges hi vivien persones soles el 7,2% de les quals corresponia a persones de 65 anys o més que vivien soles. El nombre mitjà de persones vivint en cada habitatge era de 2,26 i el nombre mitjà de persones que vivien en cada família era de 2,83.
Per edats la població es repartia de la següent manera: un 21,1% tenia menys de 18 anys, un 6,5% entre 18 i 24, un 31,6% entre 25 i 44, un 27,7% de 45 a 60 i un 13,1% 65 anys o més.
L'edat mediana era de 40 anys. Per cada 100 dones de 18 o més anys hi havia 89,5 homes.
La renda mediana per habitatge era de 52.321 $ i la renda mediana per família de 60.703 $. Els homes tenien una renda mediana de 45.220 $ mentre que les dones 35.000 $. La renda per capita de la població era de 28.681 $. Aproximadament el 2,5% de les famílies i el 5,1% de la població estaven per davall del llindar de pobresa.

## Poblacions més properes
El següent diagrama mostra les poblacions més properes.